# Marubi

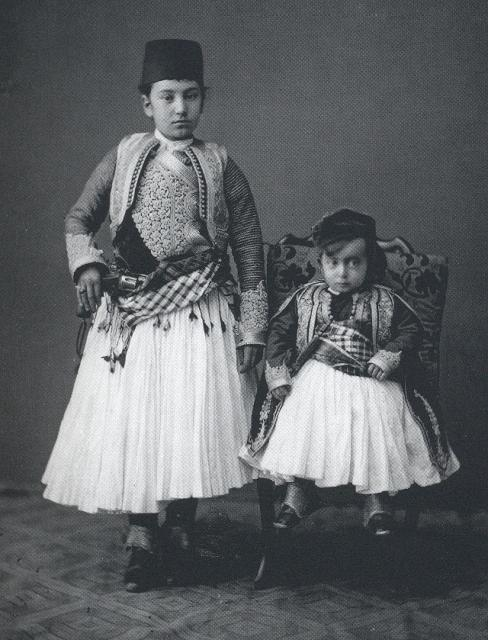
Pjetër Marubi: Děti v albánských krojích, 1903

Rodina fotografů Marubi – dříve také Marubbi – se skládala z významných albánských fotografů otce Pjetëra (1834–1903), syna Kela (1870–1940) a vnuka Gegëho Marubiho (1909–1984). Provozovali fotografické řemeslo během 19. a 20. století po tři generace ve fotografickém studiu v albánském Skadaru, které je považováno za vůbec první v Albánii. Svou prací přispěli významně k vytvoření dokumentace života své doby a albánského kulturního dědictví v jihovýchodní Evropě.
Tři členové rodiny od konce 19. století a v první polovině 20. století pořizovali záběry z krajiny a každodenního života lidí, což je považováno za unikátní umělecké svědectví albánské historie. Kromě toho existuje celá řada obrazů, na kterých jsou zobrazeny typické albánské kroje a zvyky. Tři fotografové zachytili mnoho důležitých politických událostí své doby.
Sebrané dílo je vystaveno jako Fototeka Marubi ve Skadaru.

## Fotografové

### Pjetër Marubbi

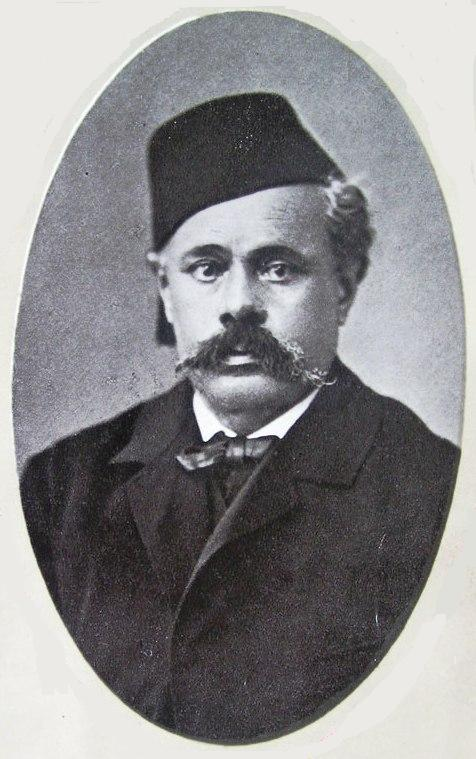
Pjetër Marubi, asi 1880

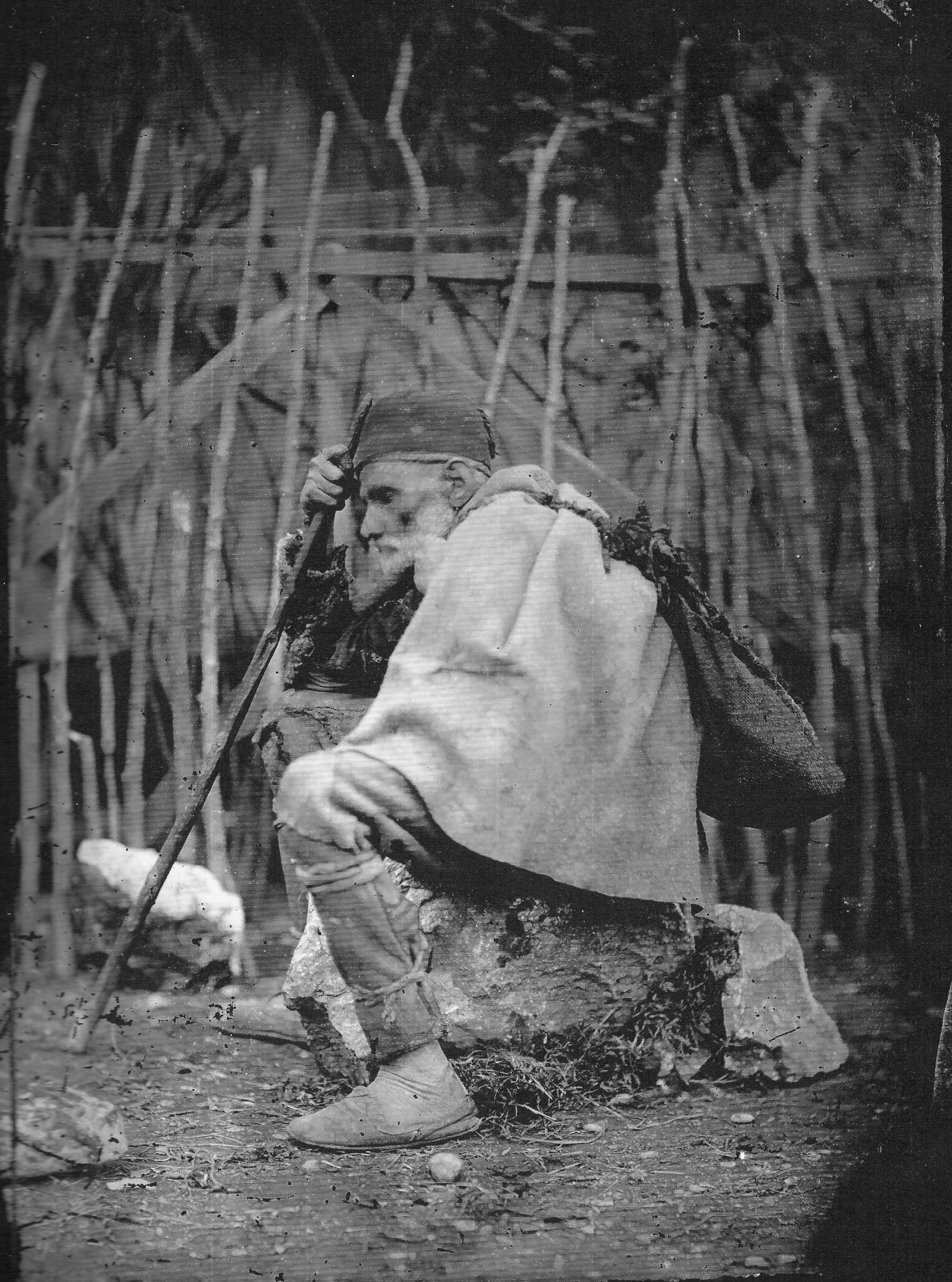
Pjetër Marubi: Žebrák, Skadar, konec XIX. století

Pjetër Marubbi nebo Pietro Marubi (Piacenza, 1834 – Skadar, 1903) z politických důvodů kolem roku 1850 emigroval z italské Piacenzy do albánského Skadaru. Tam se začal věnovat podnikání ve fotografickém řemesle. Nejprve dokumentoval významné události na politické scéně, posléze založil firmu Fotograf Marubi (Dritëshkronja Marubi), první fotografické studio v zemi. Používal velkoformátové kamery, které si přinesl s sebou z Itálie. Fotografie pořizoval principem mokrého kolodiového procesu, což tehdy byla standardní metoda fotografování v celé Evropě. Je považován za otce albánské fotografie.
Nejstarší fotografie ve sbírce jeho děl nesou datum v rozmezí 1858 do 1859. Některé z nich byly publikovány v The London Illustrated News, La Guerra d'Oriente a L'Illustration.
Osvojil si techniky speciálních efektů a naučil se retušovat negativy. Začal také fotografovat mimo studio v exteriérech s dokonalejšími fotoaparáty.
Byl známým zastáncem Giuseppa Garibaldiho, což byl vůdcem vlastenců v partyzánské válce proti rakouské a francouzské armádě na území Itálie v letech 1848–1849 a 1851.

### Kel Marubi
Kel Marubi (* 1870 jako Mikel Kodheli, Kodheli i Kodrimës – 1940) v roce 1885 začal jako patnáctiletý hoch pomáhat v Pjetërsově studiu. V práci nahradil svého bratra Mata, který zastával tuto pozici až do své předčasné smrti. Oba synové zahradníka Pjetëra Marubiho dokončili stáž v Terstu. Po celý život svobodný Pjetër Kela adoptoval a odkázal mu své fotografické studio. Kel Marubi byl patriot a byl aktivní v hnutí za albánské znovuzrození. Spoluzaložil společnost Albánský jazyk a byl redaktorem novin Zëri i Shkodrës (Hlas Skadaru).
Kel šel v oblasti fotografie z uměleckého hlediska ve stopách svého učitele. Pořizoval obrazy severní albánské společnosti a významně přispěl do sbírky fotografií. Portrétoval obyvatele severní Albánie i albánské státníky, ale i obyčejný horský lid a městské ženy v závoji. Kelovy obrazy zachytily každodenní městský život, podnikatele v jejich firmách, ale také rozvoj obchodu, trhů a žebráků. I v jeho krajinářských snímcích se soustředil na obraz člověka.
Dokumentoval všechny významné historické události své doby v Albánii, od příchodu prince Viléma až po svatbu krále Zoga I. Roku 1910 jej pověřil Nikola I. Petrović-Njegoš fotografováním oslav při jeho povýšení na krále.

### Gegë Marubi
Kelův syn Gegë Marubi (* 1909; † 1984) šel ve stopách svého otce a byl také fotografem. V Lyonu studoval na Vysoké škole bratrů Lumièrových a za svou práci získal několik cen. Na rozdíl od svých dvou předchůdců nasnímal mnoho fotografií krajin bez lidí a experimentoval s celuloidovým filmem. Poté, co komunisté v roce 1944 po druhé světové válce převzali kontrolu, zavřel v roce 1946 svůj obchod a v roce 1952 ukončil svou práci fotografa.
Místo toho investoval mnoho času do archivace a zachování rodinné sbírky., roku 1974 nebo 1978 daroval fotografický archiv 150 000 negativů (skleněných desek) albánskému státu. Jeho jediná dcera Teresa byla inženýrkou, ředitelkou závodu a v roce 1990 starostkou města Skadar.

## Dílo Marubiů

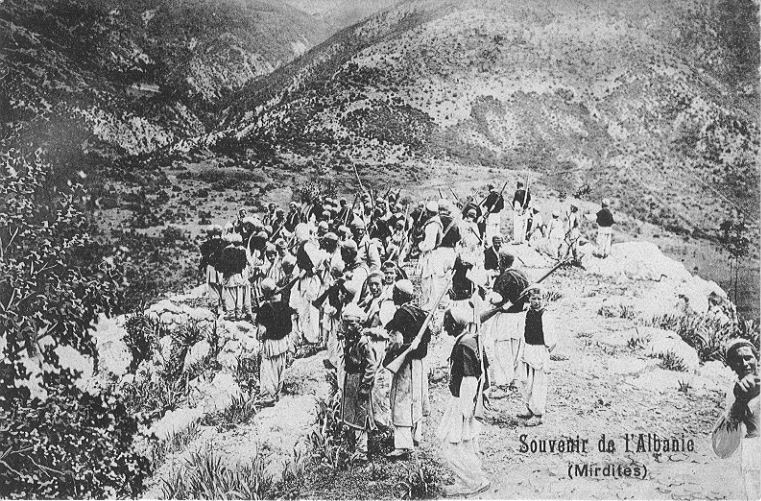
Marubi: Setkání Mirditů v severních albánských horách během povstání proti Turkům

Již pouhé množství fotografií je velmi působivé. Na fotografiích je zachyceno období téměř 100 let – politické události a společenské změny města Skadaru včetně rozsáhlé oblasti centrální Albánie. Zdokumentovali pohnuté roky, ve kterých Albánie postupně získávala nezávislost na Turecku a byl tvořen samostatný stát. Kromě politických představitelů a bohaté horní třídy bylo portrétováno také mnoho obyčejných lidí a jejich každodenní život.

## Hodnocení
| „              | Fotografická sbírka Marubi (Fototeka Marubi) ve Skadaru obsahuje více než 150 000 fotografií, z nichž většina má velký historický, umělecký a kulturní význam. | “ |
| — Robert Elsie | |   |

### Sbírka Fototeka Marubi
Fotografická sbírka Marubi (Fototeka Marubi) ve Skadaru obsahuje více než 150 000 fotografií, z nichž mnohé jsou velmi historicky cenné, umělecky hodnotné a mají kulturní význam. Sbírka byla sestavena ze tří generací fotografů.
Na přelomu let 2010/2011 uspořádalo Marubiům výstavu helsinské muzeum kultury.
Francouzská organizace Patrimoine Sans Frontières v polovině 90. let 20. století s podporou UNESCO sbírku zveřejnila. Výstava 100 snímků byla k vidění následně v některých francouzských a italských městech. Po výstavě v Tiraně byla tato výstava převedena do soukromého muzea ve Skadaru. Tam je Fototeka Marubi k vidění od roku 2001.
Díky své umělecké, kulturní, historické a vědecké hodnotě byla sbírka ke konci roku 2003 vyhlášena národního národním kulturním dědictvím Albánie.
Vysoká škola Fachhochschule für Technik und Wirtschaft Berlin se věnuje údržbě a elektronické digitalizaci a archivaci sbírky Fototeka.

### Fotografické soutěže
Pod názvem Marubi se v období od roku 1998 do 2005 konaly v Tiraně pod záštitou albánského ministerstva kultury každoroční mezinárodní fotografické výstavy a soutěže.

## Galerie fotografií Marubiů

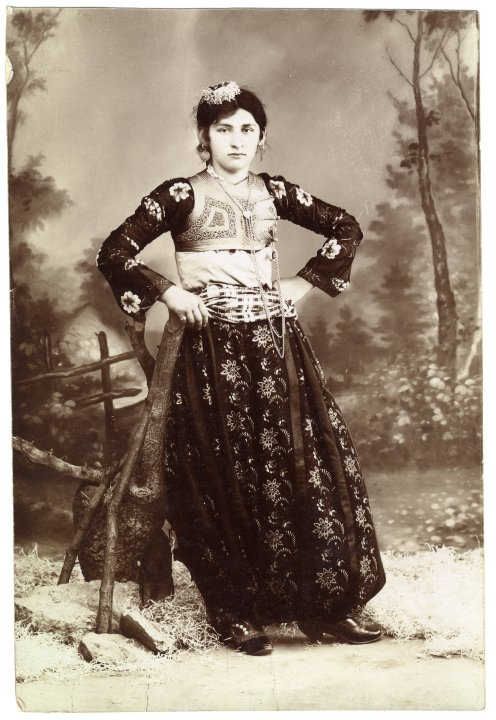
Albánská žena, 100x150 mm
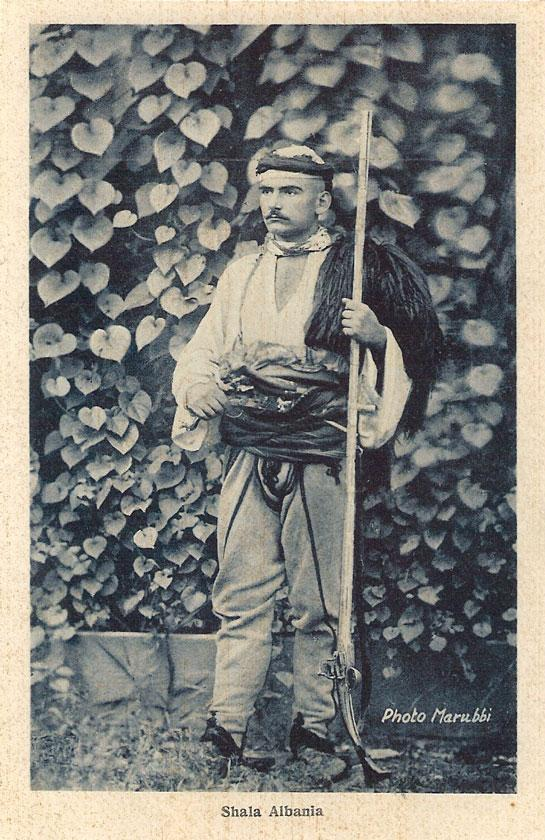
Albánský muž (Shala)
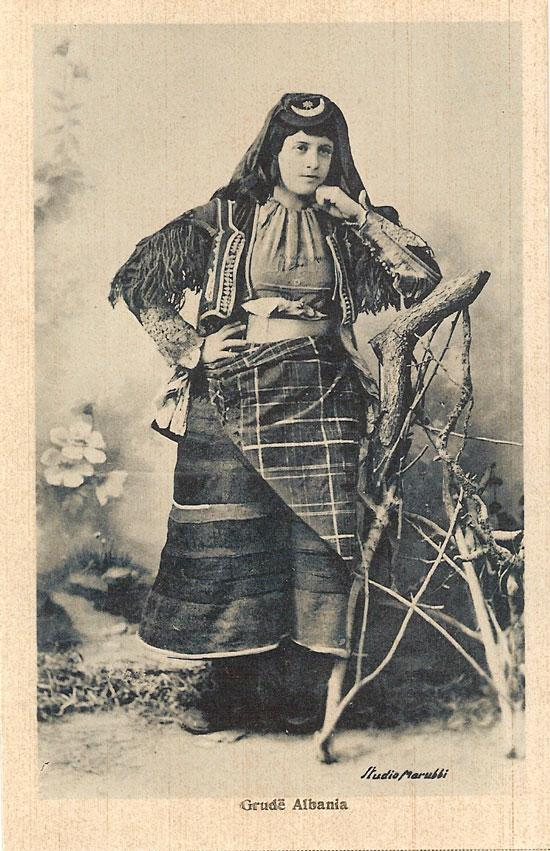
Žena z Grudë
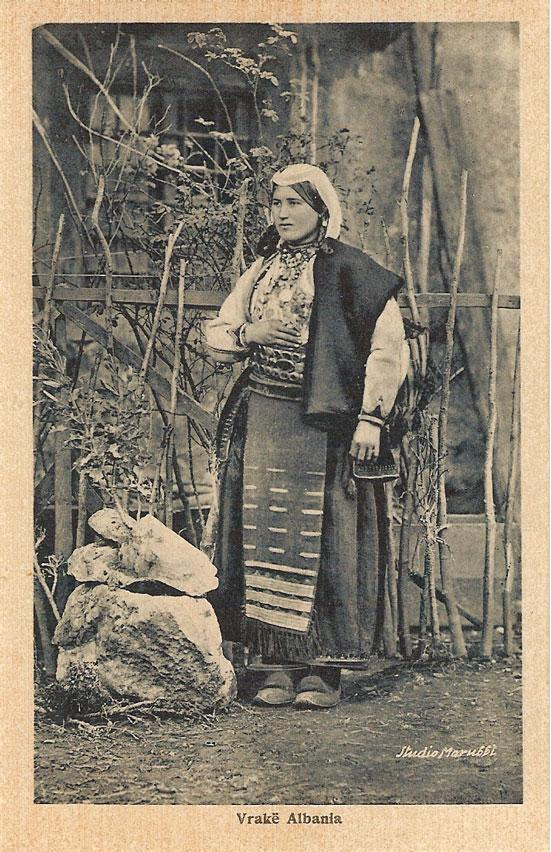
Žena z Vrakë